# Japán női vízilabda-válogatott
A japán női vízilabda-válogatott Japán nemzeti válogatottja, melyet a Japán Úszó-szövetség irányít.
A távolkelei szigetország nemzeti csapata nem tartozik az eredményes válogatottak közé a nemzetközi vízilabda-mezőnyben. Legjobb eredményük egy 8. hely a világbajokságokról, egy 9. hely a 2020-as hazai rendezésű olimpiai tornáról, továbbá egy 7. hely a világliga-tornákról.

## Eredmények

### Nyári olimpiai játékok
- 2020 - 9. hely

### Világbajnokság
- 2001 - 11. hely
- 2003 - 11. hely
- 2015 - 15. hely
- 2017 - 13. hely
- 2019 - 13. hely
- 2022 - Visszalépett
- 2023 - 14. hely
- 2024 - Visszalépett
- 2025 - 8. hely

### Világliga
- 2017 - 8. hely
- 2018 - 8. hely
- 2020 - 7. hely

### Ázsia-játékok
- 2010 - nem indult
- 2014 -  Ezüst
- 2018 -  Bronz
- 2022 -  Ezüst